# Suncus dayi
Suncus dayi är en däggdjursart som först beskrevs av George Edward Dobson 1888.  Suncus dayi ingår i släktet Suncus och familjen näbbmöss. Inga underarter finns listade i Catalogue of Life.
Denna näbbmus blir 70 till 78 mm lång (huvud och bål), har en 83 till 88 mm lång svans och 15,5 till 16,5 mm långa bakfötter. Pälsen på ovansidan och undersidan är mörkbrun. På svansen finns korta hår men inga långa styva hår (borstar). Svansens färg är likaså mörkbrun. Jämförd med andra indiska medlemmar av släktet Suncus är Suncus dayi tydlig mindre än Suncus murinus och tydlig större än flimmernäbbmusen. Arten är ungefär lika stor som Suncus stoliczkanus men hos Suncus dayi är svansen längre än huvud och bål tillsammans. Dessutom har Suncus stoliczkanus några borstar på svansen. Suncus dayi påminner i flera morfologiska egenskaper om det afrikanska släktet Sylvisorex.
Arten är bara känd från en mindre bergstrakt i södra Indien. Den lever där i regioner mellan 1500 och 2500 meter över havet. Habitatet utgörs av bergsängar och bergsskogar. Individerna är aktiva mellan skymningen och gryningen.
Suncus dayi hotas av skogsavverkningar när odlingsmark etableras. Arten förekommer i Eravikulam nationalpark och Mukurthi nationalpark. IUCN kategoriserar arten globalt som starkt hotad.